# Huile de haschich
L'huile de haschich, également connue sous le nom d'huile de miel ou d'huile de cannabis, est une oléorésine obtenue par extraction de cannabis ou de haschisch. Elle ne doit pas être confondue avec l'huile de chanvre.
L'huile contient entre 60 et 90 % de THC, concentré issu d'une extraction à l'aide de solvants (généralement solvant apolaire car le THC est soluble dans ceux-ci). Les feuilles sont mélangées au solvant pendant quelques minutes puis retirées par filtration. Le solvant est ensuite évaporé pour laisser apparaître l'huile

## Utilisation
L'huile de haschich est généralement consommée par fumage, vapotage ou ingestion,,. Les préparations d'huile de haschich peuvent être des colloïdes solides ou semi-liquides selon la méthode de fabrication et la température, et sont habituellement identifiées par leur apparence ou leurs caractéristiques. La couleur varie le plus souvent du doré transparent ou brun clair au brun jaunâtre ou noir,. Il existe différentes méthodes d'extraction, la plupart impliquant un solvant tel que le butane ou l'éthanol. 
L'huile de haschich est un produit extrait du cannabis, qui peut être fabriqué à partir de n'importe quelle partie de la plante avec un résidu minimal ou nul de solvant. On considère généralement qu'elle est indiscernable du haschich traditionnel, du moins selon la Convention unique des Nations Unies sur les stupéfiants de 1961, qui définit ces produits comme une « résine séparée, brute ou purifiée, obtenue de la plante de cannabis ».
L'huile de haschich peut être vendue dans des cartouches utilisées avec des stylos vapoteurs. L'huile de THC dans des cartouches de cannabis est très populaire grâce à sa commodité et sa facilité d'utilisation. Les vendeurs de cannabis en Californie rapportent qu'environ 40 % de leurs ventes correspondent à des huiles de cannabis fumables.
La soi-disant « huile de miel au butane » était disponible pendant un certain temps dans les années 1970,. Ce produit était fabriqué à Kaboul, en Afghanistan, et introduit clandestinement aux États-Unis par l'organisation Brotherhood of Eternal Love. On croit que la production a cessé après qu'une usine a été détruite par une explosion. 
Les grands vaporisateurs de cannabis ont gagné en popularité au XXe siècle grâce à leur capacité à vaporiser les cannabinoïdes du cannabis et des extraits sans combustion du matériel végétal, en utilisant une évaporation à température contrôlée. Le Colorado et Washington ont commencé à délivrer des licences pour les opérations d'extraction d'huile de haschich en 2014. Les petits stylos vape portables ont connu une forte croissance en 2017. 
L'huile de haschich est habituellement consommée par ingestion, fumage ou vapotage. Le fait de fumer ou de vaporiser de l'huile de haschich est communément appelé « dabbing », du verbe anglais "to daub" (dérivé du néerlandais "dabben", du français "dauber"), signifiant « étaler quelque chose de collant ». Les dispositifs pour le dabbing comprennent des types spécifiques de narguilés (« dab rigs »), des vaporisateurs et des stylos vape similaires par leur conception aux cigarettes électroniques.